# Agathomerus nigrocinctus
Agathomerus nigrocinctus is een keversoort uit de familie halstandhaantjes (Megalopodidae). De wetenschappelijke naam van de soort werd in 1832 gepubliceerd door Chevrolat.